# Mimagoniates
Mimagoniates es un  género de peces de la familia Characidae en el orden de los Characiformes.

## Especies
Hay siete especies en este género:
- Mimagoniates barberi Regan, 1907
- Mimagoniates inequalis (C. H. Eigenmann, 1911)
- Mimagoniates lateralis (Nichols, 1913)
- Mimagoniates microlepis (Steindachner, 1876)
- Mimagoniates pulcher Menezes & S. H. Weitzman, 2009
- Mimagoniates rheocharis Menezes & S. H. Weitzman, 1990
- Mimagoniates sylvicola Menezes & S. H. Weitzman, 1990